# Otso Liimatta
Otso Urho Eemil Liimatta (Oulu, 10 de julio de 2004) es un futbolista finlandés que juega como delantero en el IFK Värnamo de la Allsvenskan.

## Selección nacional
El 7 de marzo de 2023, a la edad de 18 años, recibió su primera convocatoria con la selección nacional sub-21 de Finlandia para disputar dos partidos amistosos contra Macedonia del Norte y Bulgaria. Marcó su primer gol con la sub-21 en este último partido, el 28 de marzo de 2023, participando en la victoria por 0-2 contra Bulgaria.
Marcó un triplete contra Albania sub-21 el 13 de octubre de 2023 en un partido de clasificación para la Eurocopa Sub-21 de 2025, que acabó con victoria finlandesa por 4-1.

## Estadísticas

### Clubes
Actualizado al último partido disputado el 3 de noviembre de 2024.
| Club                           | Div.          | Temporada     | Liga  | Liga  | Liga   | Copas nacionales | Copas nacionales | Copas nacionales | Copas internacionales | Copas internacionales | Copas internacionales | Total | Total | Total  |
| Club                           | Div.          | Temporada     | Part. | Goles | Asist. | Part.            | Goles            | Asist.           | Part.                 | Goles                 | Asist.                | Part. | Goles | Asist. |
| ------------------------------ | ------------- | ------------- | ----- | ----- | ------ | ---------------- | ---------------- | ---------------- | --------------------- | --------------------- | --------------------- | ----- | ----- | ------ |
| Oulun Luistinseura · Finlandia | 3.ª           | 2020          | 1     | 0     | 0      | 2                | 2                | 0                | —                     | —                     | —                     | 3     | 2     | 0      |
| A. C. Oulu · Finlandia         | 1.ª           | 2021          | 9     | 0     | 3      | ―                | ―                | ―                | ―                     | ―                     | ―                     | 9     | 0     | 3      |
| Oulun Luistinseura · Finlandia | 3.ª           | 2021          | 17    | 3     | 0      | —                | —                | —                | —                     | —                     | —                     | 17    | 3     | 0      |
| Oulun Luistinseura · Finlandia | Total club    | Total club    | 18    | 3     | 0      | 2                | 2                | 0                | 0                     | 0                     | 0                     | 20    | 5     | 0      |
| A. C. Oulu · Finlandia         | 1.ª           | 2022          | 28    | 5     | 6      | 3                | 1                | 0                | —                     | —                     | —                     | 31    | 6     | 6      |
| A. C. Oulu · Finlandia         | 1.ª           | 2023          | 16    | 4     | 2      | 10               | 4                | 4                | —                     | —                     | —                     | 26    | 8     | 6      |
| A. C. Oulu · Finlandia         | Total club    | Total club    | 53    | 9     | 11     | 13               | 5                | 4                | 0                     | 0                     | 0                     | 66    | 14    | 15     |
| F. C. Familicão Portugal       | 1.ª           | 2023-24       | 12    | 0     | 0      | 1                | 0                | 0                | —                     | —                     | —                     | 13    | 0     | 0      |
| F. C. Familicão Portugal       | 1.ª           | 2024-25       | 2     | 0     | 0      | 0                | 0                | 0                | —                     | —                     | —                     | 2     | 0     | 0      |
| F. C. Familicão Portugal       | Total club    | Total club    | 14    | 0     | 0      | 1                | 0                | 0                | 0                     | 0                     | 0                     | 15    | 0     | 0      |
| Total carrera                  | Total carrera | Total carrera | 85    | 12    | 11     | 16               | 7                | 4                | 0                     | 0                     | 0                     | 101   | 19    | 15     |